# Ratusz w Wiedniu

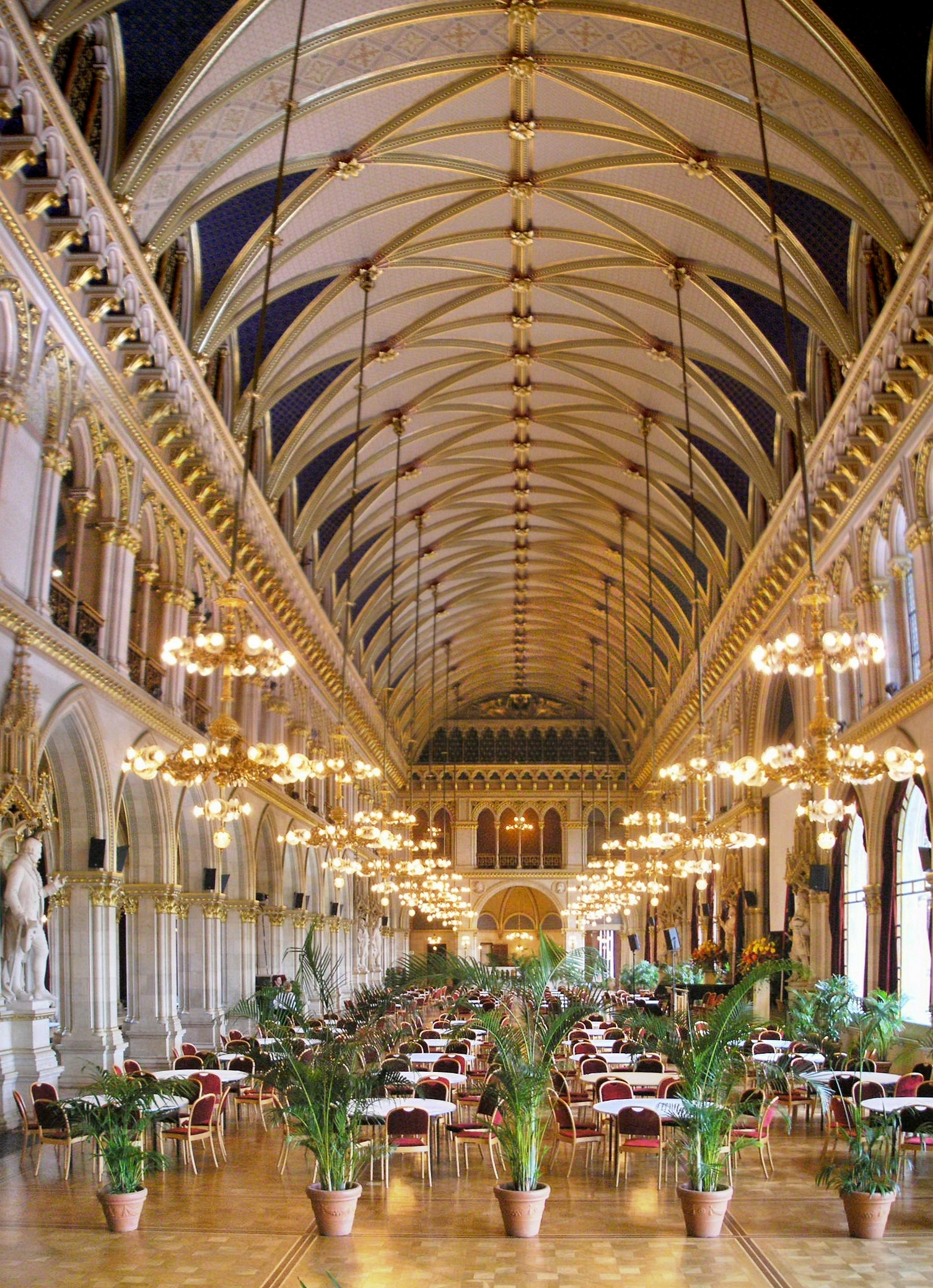
Główny hol

Ratusz w Wiedniu (niem. Wiener Rathaus) – budynek, od początku istnienia pełniący funkcję użyteczności publicznej, mieści w swych murach zarząd miasta. Obecnie swą siedzibę w ratuszu ma zarówno burmistrz, jak i rada miejska Wiednia; jednocześnie jest to siedziba kraju związkowego Austrii, jakim jest Wiedeń.
Ten wiedeński budynek w stylu neogotyckim, zaprojektowany został przez Friedricha von Schmidta. Jego budowa miała miejsce w latach 1872–1883. Przed ratuszem rozciąga się plac ratuszowy, wzdłuż którego umiejscowione są posągi zasłużonych dla miasta osobistości. Fasada ratusza zwrócona jest ku Ringstrasse. Nad całością budowli góruje potężna wieża, na szczycie której znajduje się posąg Rathausmanna.